# Shogo Fujimaki
Shogo Fujimaki (født 13. juni 1989) er en japansk professionel fodboldspiller.
Han har spillet for flere forskellige klubber i sin karriere, herunder Ventforet Kofu og Gainare Tottori.